# Eugen Theodor Nübling
Eugen Theodor Nübling (* 28. Mai 1856 in Ulm; † 24. Januar 1946 auf Schloss Neusteußlingen) war ein Zeitungsverleger, Wirtschaftshistoriker und württembergischer Landtagsabgeordneter.

## Herkunft und Bildung
Eugen Nübling war der Sohn des Ernst Nübling (* Ulm a. D. 1810, † Ulm a. D. 1878) und dessen Ehefrau Johanna geb. Dieterich (* Besigheim 1815, † Ulm a. D. 1877). Der Vater wird 1833 als Buchdrucker, 1835 als Buchhändler und 1837 als Zeitungsverleger in Ulm a. D. genannt. Der Bruder des Vaters namens Theodor (1817–1873) war Teilhaber des Betriebs. Eugen Nübling hatte drei Schwestern (wovon eine jung starb) und einen Bruder (jung verstorben).
Von 1866 bis 1872 besuchte Nübling das Gymnasium in Ulm a. D. Da Nübling den Familienbetrieb übernehmen sollte, schickte man ihn von 1872 bis 1873 als Volontär in die Hofbuchhandlung Julius Weise nach Stuttgart. In den Jahren 1873 bis 1874 setzte er den Besuch des Gymnasiums in Ulm a. D. fort und schied dort mit dem Abitur aus. 1874 meldete sich Nübling als Einjährig-Freiwilliger zum Dragonerregiment Nr. 26, stationiert in Ulm a. D. Zuletzt war er Rittmeister der Landwehr. Aus dieser Zeit sind drei Fotos von ihm erhalten (siehe unter Fotos).
Seit 1875 bis 1877 studierte Nübling Volkswirtschaftslehre in Leipzig bei Wilhelm Roscher (1817–1894), dem Begründer der Historischen Schule der Nationalökonomie. 1877 wechselte er an die Universität München, wo er sich mehr der Rechtswissenschaft zuwandte. Seine Studien waren mehr seinen Neigungen als der Notwendigkeit des Ergreifens einer (akademischen) Berufstätigkeit verpflichtet. Der plötzliche Tod seines Vaters 1878 zwang ihn, den elterlichen Betrieb zu übernehmen.

## Nübling als Verleger
Der Vater Ernst Nübling gab ab 1. Dezember 1837 die Schnellpost, ein Tagblatt für Ulm und die Umgegend heraus; diese wurde 1841 in Ulmer Schnellpost umbenannt. Die Zeitung erhielt 1844 die Konzession zur Veröffentlichung politischer Nachrichten und entwickelte sich zur wichtigsten Ulmer Zeitung, da sie liberale Positionen vertrat. Der Onkel Theodor Nübling (1817–1873) starb kinderlos: Eugen war der einzige überlebende männliche Nachkomme in der Familie und musste den Zeitungsverlag mit der Ulmer Schnellpost übernehmen. Die Zeitung bezog von 1890 bis 1897 einen national-konservativen, zeitweise antikatholischen, aber auch antisemitischen Kurs. Ein Konflikt mit dem Ulmer Oberbürgermeister führte zum Anzeigenentzug und wirtschaftlichen Niedergang, so dass Nübling die Ulmer Schnellpost 1903 verpachtete und sich auf Neusteußlingen zurückzog.

## Nübling als Wirtschaftshistoriker
Nüblings wissenschaftliches Werk fällt überwiegend in die Wirtschaftsgeschichte des Mittelalters, mit einem starken lokalen Bezug auf Ulm a. D. Nüblings Hinwendung zu diesem Gebiet erfolgte auf Gustav Schmollers Vorschlag. Nübling verfasste eine ganze Reihe von Beiträgen zur Ulmer Gewerbegeschichte des Mittelalters. Für die aktuellen Untersuchungen des Vereins für Socialpolitik über die „Lage des Handwerks in Deutschland mit besonderer Rücksicht auf seine Konkurrenzfähigkeit gegenüber der Großindustrie“ lieferte er mehrere Beiträge zu einzelnen Handwerken in Württemberg. Er bestritt außerdem die gewerbe- und handelsgeschichtlichen Teile der zweiten Auflage der württembergischen Beschreibung des Oberamts Ulm. Auf Vorschlag von Wilhelm Stieda in Rostock, welcher Schriften von Nübling rezensiert hatte, wurde er in Rostock 1896 zum Dr. phil. promoviert.

## Landtagsabgeordneter
Nübling kandidierte 1893 für den Reichstag als Abgeordneter der Deutsch-soziale-antisemitische Partei, DSP im Wahlkreis Stuttgart. Seiner konservativen und mittelstandsfreundlichen Haltung treubleibend, trat er 1903 als Reichstagskandidat für den Bund der Landwirte (BdL) im Wahlkreis Ulm-Heidenheim an. 1912 kandidierte er erfolglos im Reichstagswahlkreis Königreich Württemberg 8. Schließlich schaffte er es, von 1906 bis 1908 in den württembergischen Landtag für den Wahlkreis Münsingen als Abgeordneter des Bunds der Landwirte und der Deutschkonservativen Partei einzuziehen.

## Gutsbesitzer in Neusteußlingen
1897 erwarb Nübling das Gelände mit den Ruinen von Burg und Schloss Neusteußlingen oberhalb Talsteußlingen im Schmiechtal. Er ließ die immer noch beachtlichen Baureste abbrechen und errichtete auf der Burg- und Schlossstelle ein schlossähnliches Landgut in historistischem Stil, unter Verwendung der beim Abbruch angefallenen Baumaterialien (Kalksteine). Der Grundriss der neuen Gebäude im Vergleich zu den Vorgängerbauten wird bei Schmitt wiedergegeben. Nübling betrieb auch die nahegelegene Genossenschaftsmühle Talsteußlingen.

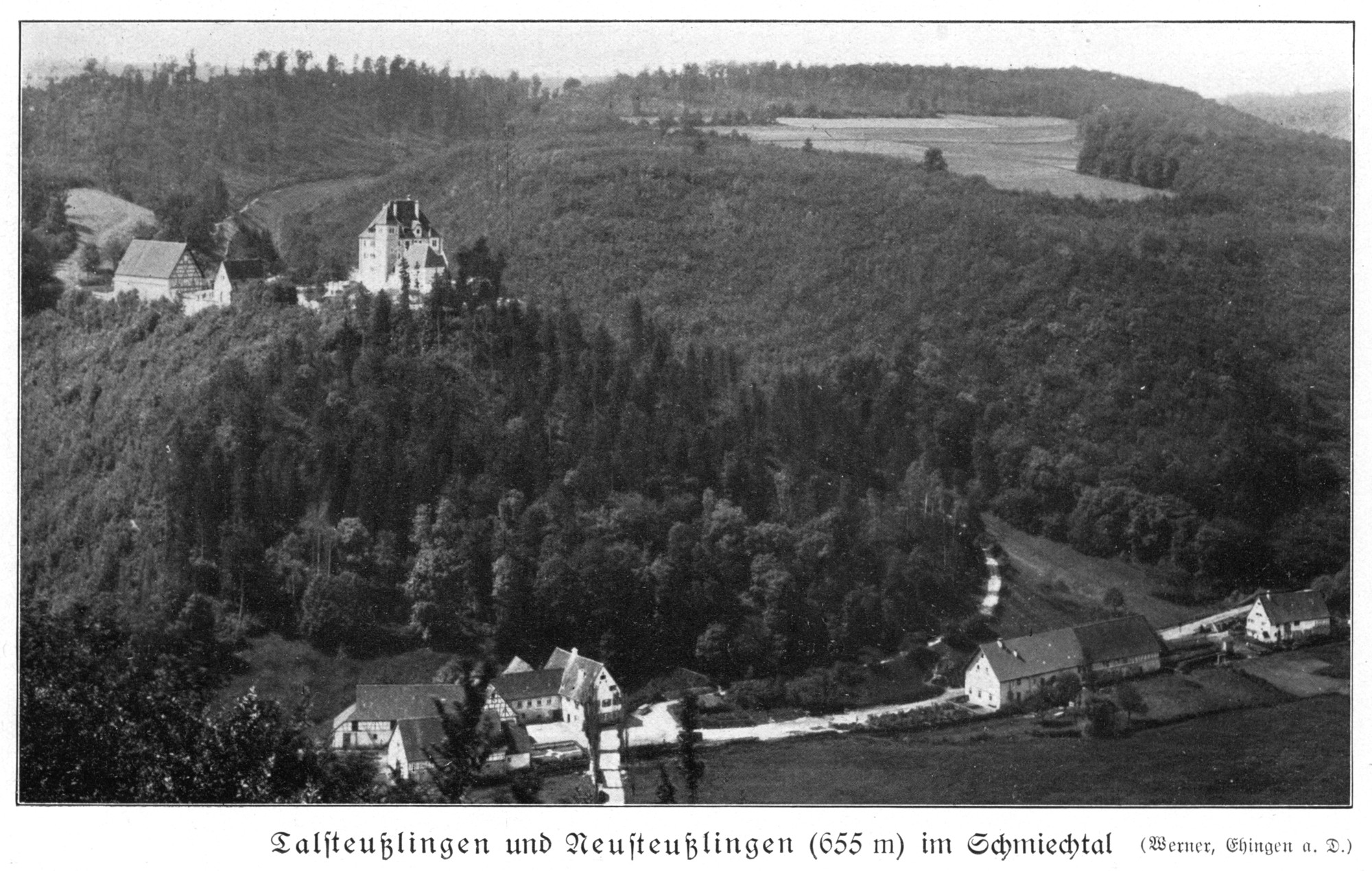
Neusteußlingen vor 1910

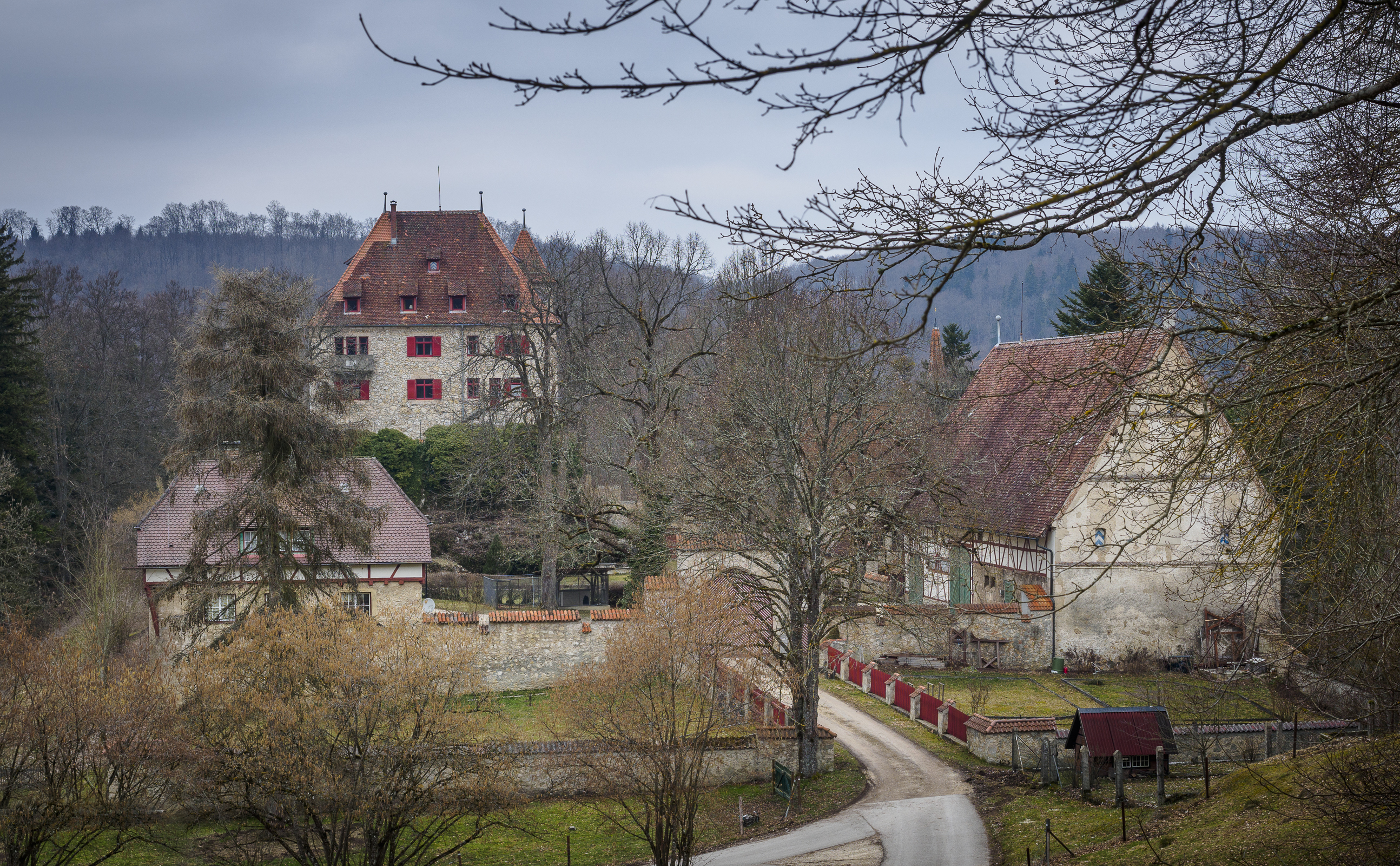
Neusteußlingen, März 2016

## Nochmals Zeitungsverleger
Bereits im vorangeschrittenen Alter von 69 Jahren machte er nochmals einen Versuch als Zeitungsverleger und brachte von 1925 bis 1932 die Ulmer Schnellpost als monatliche Zeitungskorrespondenz für den Mittelstand heraus.

## Familie
Nübling heiratete am 16. Mai 1881 Berta geb. Fuchs (* 9. August 1861, † 26. März 1922). Aus der Ehe stammen die Kinder:
- Ernst Wilhelm Eugen, geb. 30. Juni 1882, † 26. Januar 1939, Staatsanwalt in Ulm a. D.
- Hermann Adolf, geb. 21. Mai 1884, † 10. September 1914, Oberleutnant, gefallen

## Ehrungen
Nübling wurde 1931 Ehrenmitglied des Vereins für Kunst und Altertum in Ulm und Oberschwaben. 1951 wurde der „Nüblingweg“ in Ulm a. D. nach ihm benannt.

## Fotos
- Raberg 2001 S. 620.
- Schwäbische Donau-Zeitung vom 26. Mai 1956.
- Hauptstaatsarchiv Stuttgart M 708 Nr. 2319 Dr. Eugen Nübling, Rittmeister. 3 Fotos, 1 Schriftstück.

## Werke (Auswahl)
- Ulms Baumwollweberei im Mittelalter: Urkunden und Darstellung. Ein Beitrag zur deutschen Städte- und Wirtschaftsgeschichte. (Staats- und socialwissenschaftliche Forschungen (hrsg. von Gustav Schmoller) Bd. 9, Heft 5; = Heft 41 des Gesamtwerks). Leipzig: Duncker & Humblot, 1890. IX, 207 S.

- Ulmʼs Handel und Gewerbe im Mittelalter: Eine Sammlung von Einzeldarstellungen. 5 Teile. Ulm a. D.: Nübling, 1892–1900:

- Ulmʼs Fischereiwesen im Mittelalter. (Ulmʼs Handel und Gewerbe im Mittelalter: Eine Sammlung von Einzeldarstellungen, Teil 1). Ulm a. D.: Nübling, 1892.

- Ulmʼs Fleischereiwesen im Mittelalter: ein Beitrag zur deutschen Städte- und Wirtschaftsgeschichte. (Ulmʼs Handel und Gewerbe im Mittelalter: Eine Sammlung von Einzeldarstellungen, Teil 2). Ulm a. D.: Nübling, 1892.

- Ulmʼs Lebensmittelgewerbe im Mittelalter: ein Beitrag zur deutschen Städte- und Wirtschaftsgeschichte. (Ulmʼs Handel und Gewerbe im Mittelalter: Eine Sammlung von Einzeldarstellungen, Teil 3). Ulm a. D.: Nübling, 1892.

- Ulmʼs Weinhandel im Mittelalter: ein Beitrag zur deutschen Städte- und Wirtschaftsgeschichte. (Ulmʼs Handel und Gewerbe im Mittelalter: Eine Sammlung von Einzeldarstellungen, Teil 4). Ulm a. D.: Nübling, 1893.

- Ulmʼs Kaufhaus im Mittelalter: ein Beitrag zur deutschen Städte- und Wirtschaftsgeschichte. (Ulmʼs Handel und Gewerbe im Mittelalter: Eine Sammlung von Einzeldarstellungen, Teil 5). Ulm a. D.: Nübling, 1900.

- Das Schustergewerbe in Württemberg. In: Untersuchungen über die Lage des Handwerks in Deutschland: mit besonderer Rücksicht auf seine Konkurrenzfähigkeit gegenüber der Großindustrie. Schriften des Vereins für Socialpolitik Bd. 3, Teil 1 (gesamte Reihe Bd. 64), S. 221–285. Leipzig: Duncker & Humblot, 1895.

- Die Judengemeinden des Mittelalters, insbesondere die Judengemeinde der Reichsstadt Ulm: ein Beitrag zur deutschen Städte- und Wirtschaftsgeschichte. Ulm a. D.: Nübling, 1896.  ().

- Das Ledergewerbe in Württemberg. In: Untersuchungen über die Lage des Handwerks in Deutschland: mit besonderer Rücksicht auf seine Konkurrenzfähigkeit gegenüber der Großindustrie. Schriften des Vereins für Socialpolitik Bd. 8, Teil 2 (gesamte Reihe Bd. 69), S. 437–550. Leipzig: Duncker & Humblot, 1897.

- Beiträge in Königliches Statistisches Landesamt (Hrsg.), Beschreibung des Oberamts Ulm. Stuttgart. W. Kohlhammer, 1897. Bd. 1: Kurzer Rückblick auf die neueste Geschichte der Stadt 1810–1896 (S. 182–195), Verkehrswesen (S. 724–730); Bd. 2: Lage der Stadt, Gebäude, die Ulmer (S. 1–63), Ulm als Garnison (S. 110–127), Gewerbe und Handel (S. 138–215, zusammen mit Trüdinger), Ulmer Zeitungswesen (S. 243–246).

- Der Leinwandhandel der Rauhen Alb, insbesondere der Orte Gerstetten und Laichingen. In: Untersuchungen über die Lage des Hausiergewerbes in Deutschland. Schriften des Vereins für Socialpolitik (gesamte Reihe Bd. 77), S. 413–520. Leipzig: Duncker & Humblot, 1898a. XX, 520 S.

- Geschichte und Beschreibung von Neusteußlingen. Ulm a. D.: Nübling, [1898b]. 1 Blatt.

- Zur Erinnerung an den Wiederaufbau des ehemaligen Schlosses Neusteußlingen ob der Schmiech. Ulm a. D.: Nübling, 1899. 4 Blatt, Illustrationen.

- Ulm unter Kaiser Karl IV. 1347–1378: ein Beitrag zur deutschen Städte- und Wirtschaftsgeschichte. Ulm a. D.: Nübling, 1902.

- Aktenmäßige Darstellung der Ulmer Wallniederlegung. Ulm a. D.: Gebr. Nübling, 1902. VIII, 88 S.

- Zur Währungsgeschichte des Merkantilzeitalters: ein Beitrag zur deutschen Wirtschaftsgeschichte. Ulm a. D.: Nübling, 1903. XC, 179 S.

- Was der Kaufmann von der Währungsfrage und ihrer Geschichte wissen muss: Ein Lehr- und Lesebuch für Kaufleute, Beamte, Gewerbetreibende und Studierende. Leipzig: Huberti, ca. 1902. XIII, 130 S.

- Die Reichsstadt Ulm am Ausgang des Mittelalters 1378–1556. Bd. 1: Materialiensammlung. Bd. 2: Darstellung. Ulm a. D.: Nuebling, 1904 und 1907.

- Zur Geschichte der Frauenfrage: ein Beitrag zur Städte- und Wirtschaftsgeschichte. Ulm a. D.: Nübling, 1907.

- Hartgeld oder Papier?: eine Antwort auf G. F. Knapps Buch über die staatliche Theorie des Geldes . Ulm a. D.: Nübling, 1907.

- Zehn Jahre Währungs- und Wirtschaftsgeschichte: (1891–1900); mit besonderer Berücksichtigung Württembergs; ein Beitrag zur Währungsfrage. Ulm a. D.: Nübling, 1908. XXXXIX, 341, [3] S.

- Der Bankbruch der Lauginger-Gesellschaft: Urkunden und Darstellung. Ein Beitrag zur Geschichte der deutsch-venetianischen Handelsbeziehungen des 15. Jahrhunderts. Ulm a. D.: Nübling, 1917 (64 S.), fortgeführt und als masch. Manuskript abgeschlossen 1936.

- Die Karolinger und das Haus Montfort. In: Schwäbische Geschichtsblätter Jg. 1–7, 1926–1932.